# Вагнер, Полин
Полин Синтия Вагнер Маккортни (англ. Pauline Cynthia Wagner McCourtney; 18 августа 1910 — 2 мая 2014)— американская актриса. На киноэкранах дебютировала в 1930 году в музыкальном фильме «Король джаза». Её карьера в кино продлилась до 1941 года, и за это время она появилась в эпизодических ролях ещё в 7 картинах, среди которых «Суета герцога» (1931), «Ранняя слава» (1933), «Убийственная леди» (1933), «Мистер Дидс переезжает в город» (1936) и «Задержите рассвет» (1941). В 1933 году она была дублёром Фэй Рэй в фильме «Кинг-Конг». С 1968 года проживала в калифорнийском городе Глендейл.

## Избранная фильмография
| Год  |   | Русское название | Оригинальное название | Роль                            |
| ---- | - | ---------------- | --------------------- | ------------------------------- |
| 1930 | ф | Король джаза     | King of Jazz          | руки, переворачивающие страницы |
| 1933 | ф | Ранняя слава     | Morning Glory         | —                               |